# Apache (baile)

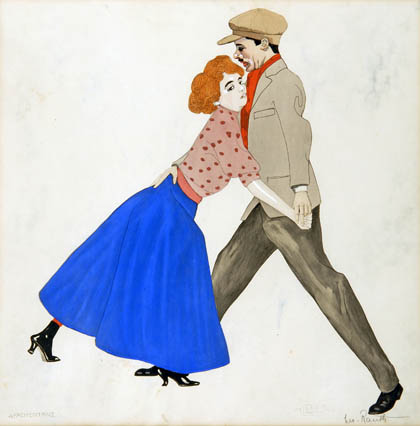
Apachentanz de Leo Rauth (1911).

La Danza apache fue un baile dramático asociado a la cultura popular de las calles de París a principios del siglo XX. Su nombre proviene del Apache, personaje típico de las dos primeras décadas del siglo en Francia. Se dice que la danza recrea la discusión entre un proxeneta y una prostituta. Incluye bofetones, y golpes, agarrar el varón a la mujer y tirar, mientras ella lucha o simula inconsciencia. En algunos ejemplos, la mujer puede defenderse. La música de la danza suele ser el Valse des Rayons o el Valse Chaloupée de Offenbach.

## Orígenes
En el Fin de siècle parisino,  jóvenes delincuentes de las pandillas de los embarcaderos de la ciudad fueron etiquetados como apache por la prensa por culpa de su ferocidad y su comportamiento salvaje con sus rivales, un nombre tomado de los nativos norteamericanos, los apaches. En 1908, los bailarines Maurice Mouvet y Max Dearly empezaron a visitar los bares frecuentados por apaches buscando inspiración para sus bailes. Crearon un nuevo baile con movimientos vistos allí y le dieron el nombre de  Apache. Max Dearly fue el primero en interpretar esta nueva danza en 1908 en París en el restaurante Ambassadeurs y Maurice en Ostende en el Kursaal. Un poco más tarde, en el verano de 1908, Maurice y su compañera Leona interpretaron la danza en el Maxim's y Max Dearlyr, formando pareja con Mistinguett, en el espectáculo del Moulin Rouge, La Revue du Moulin.

## Representaciones
Se conserva una película de 1902 de Edison de dos bailarines, Kid Foley y Sailor Lil interpretando una danza Tough que es similar a este estilo.
El "Vals des rayons" (también llamado el "Vals chaloupée") de Jacques Offenbach del ballet "Le Papillon" se utilizó en una producción de 1908 en el Moulin Rouge y se ha convertido en la música más relacionada con este baile.
En The Mothering Heart, un corto de 1913, dirigido por D. W. Griffith, una danza apache se muestra en un restaurante cabaret.
Parisian Love (1925) muestra a Clara Bow como una bailarina apache, en la que el baile aparece en la primera escena de la película.